# St. Charles (Iowa)
St. Charles ist eine Stadt (mit dem Status „City“) im Madison County im US-amerikanischen Bundesstaat Iowa. Das U.S. Census Bureau hat bei der Volkszählung 2020 eine Einwohnerzahl von 640 ermittelt.
St. Charles ist Bestandteil der Metropolregion um Iowas Hauptstadt Des Moines.

## Geografie
St. Charles liegt im südwestlichen Zentrum Iowas auf 41°17′18″ nördlicher Breite und 93°48′34″ westlicher Länge. Das Stadtgebiet erstreckt sich über eine Fläche von 1,4 km² und liegt in der South Township.
Nachbarorte von St. Charles sind Bevington (8,8 km nordnordöstlich), Martensdale (14,5 km nordöstlich), St. Marys (7,6 km ostnordöstlich), Indianola (27,4 km ostnordöstlich), New Virginia (21 km südsüdöstlich), Truro (10,9 km südsüdwestlich), East Peru (15,8 km südwestlich), Winterset (20,5 km westnordwestlich) und Patterson (13,4 km nordwestlich).
Das Zentrum von Des Moines liegt 52 km nordöstlich. Die nächstgelegenen weiteren Großstädte sind die Twin Cities in Minnesota (Minneapolis und Saint Paul) (442 km nördlich), Cedar Rapids (236 km ostnordöstlich), Iowa City (233 km östlich), Kansas City in Missouri (266 km südsüdwestlich), Nebraskas größte Stadt Omaha (197 km westlich) und Sioux City (327 km nordwestlich).

## Verkehr
Der Interstate Highway 35 führt in Nord-Süd-Richtung in rund zwei Kilometern Entfernung östlich an der Stadt vorbei. Ein Zubringer zur Interstate endet im Stadtzentrum von St. Charles. Alle weiteren Straßen sind untergeordnete Landstraßen, teils unbefestigte Fahrwege sowie innerörtliche Verbindungsstraßen.
Mit dem Winterset Municipal Airport befindet sich 26 km westnordwestlich ein kleiner Flugplatz. Der nächste Verkehrsflughafen ist der Des Moines International Airport (37,6 km nordnordöstlich).

## Bevölkerung
Nach der Volkszählung im Jahr 2010 lebten in St. Charles 653 Menschen in 258 Haushalten. Die Bevölkerungsdichte betrug 466,4 Einwohner pro Quadratkilometer. In den 258 Haushalten lebten statistisch je 2,53 Personen.
Ethnisch betrachtet setzte sich die Bevölkerung zusammen aus 97,1 Prozent Weißen sowie 1,7 Prozent Afroamerikanern; 1,2 Prozent stammten von zwei oder mehr Ethnien ab. Unabhängig von der ethnischen Zugehörigkeit waren 1,5 Prozent der Bevölkerung spanischer oder lateinamerikanischer Abstammung.
28,9 Prozent der Bevölkerung waren unter 18 Jahre alt, 58,1 Prozent waren zwischen 18 und 64 und 13,0 Prozent waren 65 Jahre oder älter. 50,7 Prozent der Bevölkerung waren weiblich.
Das mittlere jährliche Einkommen eines Haushalts lag bei 62.875 USD. Das Pro-Kopf-Einkommen betrug 28.444 USD. 6,0 Prozent der Einwohner lebten unterhalb der Armutsgrenze.